# Дамидени (Ботошани)
Дамидени (рум. Dămideni) насеље је у Румунији у округу Ботошани у општини Романешти. Oпштина се налази на надморској висини од 119 m.

## Становништво
Према подацима из 2002. године у насељу је живело 560 становника, од којих су сви румунске националности.